# Hadmersleben
Hadmersleben è una frazione (Ortsteil) della città tedesco di Oschersleben, situata nel circondario di Börde, nel land della Sassonia-Anhalt.
Fino al 30 agosto 2010 Hadmersleben era un comune autonomo.